# Veronica Ferres
Veronica Maria Cäcilia Ferres (Solingen, 10 giugno 1965) è un'attrice tedesca.
Attiva soprattutto in patria, ha nel suo curriculum anche soggiorni a Hollywood e ha affiancato per ben quattro volte John Malkovich.

## Biografia

### Primi anni

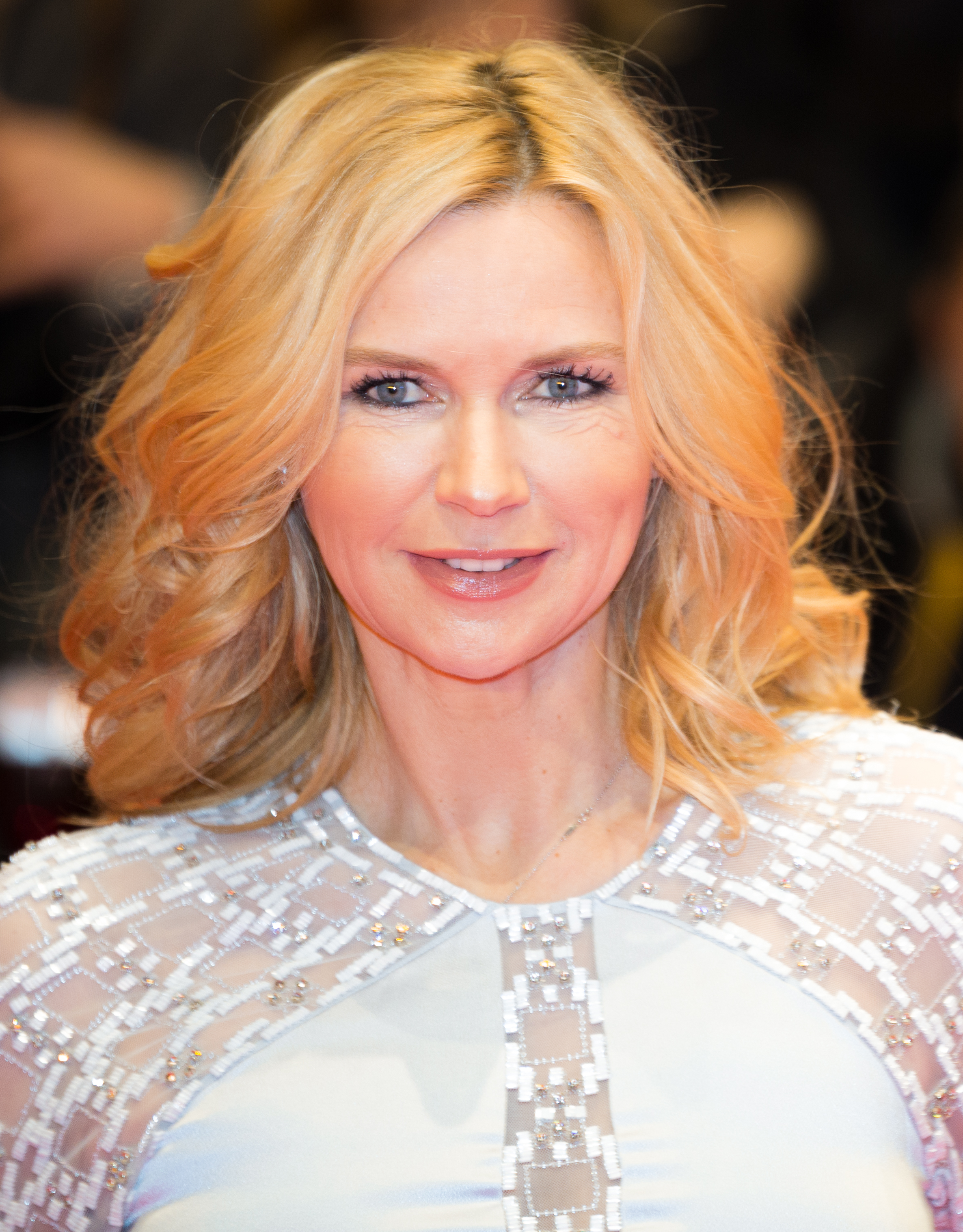
Veronica Ferres al Festival di Berlino 2017

Veronica Ferres è l'unica femmina di tre figli di Peter Ferres (commerciante di carbone e patate) e sua moglie Katherina, ed è cresciuta nella fattoria di famiglia. Durante gli anni giovanili veniva presa in giro per le sue forme e i compagni la deridevano chiamandola "cicciona".
Veronica Ferres ha studiato letteratura tedesca e drammaturgia all'università di Monaco di Baviera. Ha esordito al cinema poco più che ventenne, e dopo alcuni ruoli secondari ha ottenuto la sua prima parte importante in Heimat 2 - Cronaca di una giovinezza.

### Successo
Nei primi anni novanta è stata scelta quale attrice protagonista di Schtonk!, film diretto da Helmut Dietl, che l'ha diretta poi in altre due pellicole ed è stato anche suo compagno per diversi anni. In mezzo c'è stato però il grande successo di Das Superweib, il lungometraggio diretto da Sönke Wortmann e tratto dall'omonimo romanzo di Hera Lind, con l'interpretazione della protagonista Franziska Herr-Franka Zis, cosicché per Veronica Ferres, peraltro già assai nota negli Stati Uniti dopo la nomination di Schtonk! all'Oscar nella categoria dei migliori film stranieri, sono arrivate le chiamate anche da Hollywood. Il suo primo film "made in USA" è stato Ladies Room, dove ha affiancato Greta Scacchi e John Malkovich; con l'attore statunitense ha lavorato in seguito anche nella miniserie televisiva francese I miserabili (protagonista Gérard Depardieu) e nei film Klimt (per la regia del cileno Raúl Ruiz) e Casanova Variations. Adam Resurrected è un'altra delle pellicole che hanno portato Veronica Ferres su un set hollywoodiano, diviso stavolta con Jeff Goldblum e Willem Dafoe. Nel 2016 l'attrice è ritornata ancora una volta negli USA, per un ruolo accanto a Robert De Niro nel film brillante The Comedian. Ha svolto un piccolo ruolo nel film Un viaggio indimenticabile, per la regia di Til Schweiger, accanto a Nick Nolte.
Veronica Ferres è inoltre apparsa spesso sulle scene teatrali: ha tra l'altro preso parte per tre volte alle rappresentazioni di Ognuno che annualmente si tengono sul sagrato del duomo di Salisburgo, e precisamente quelle che hanno avuto luogo dal 2002 al 2004.

## Vita privata

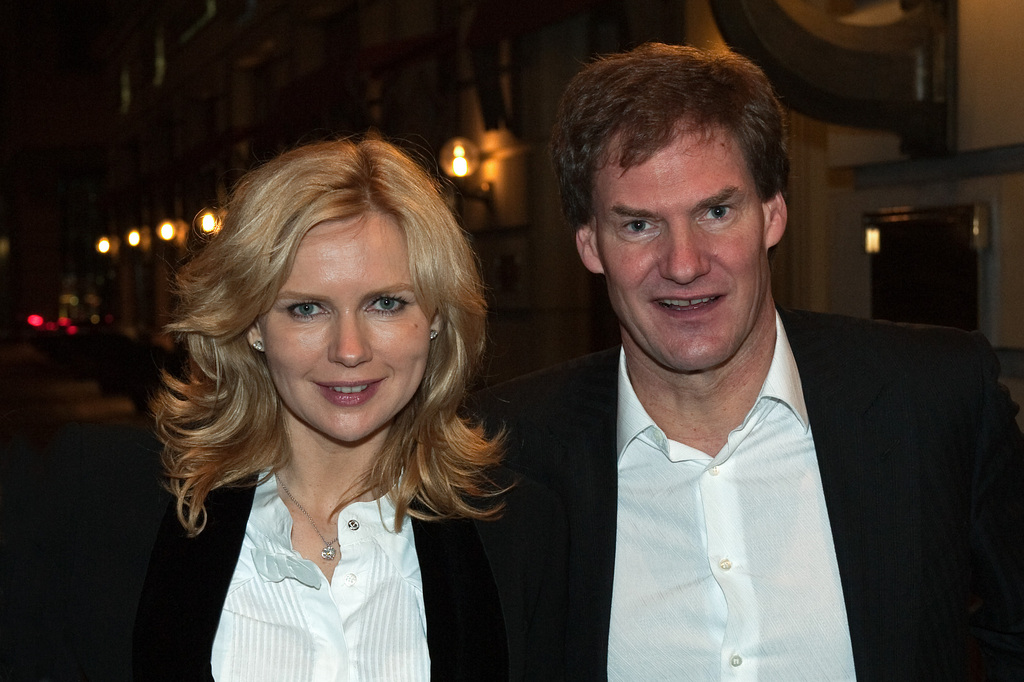
Veronica Ferres con l'attuale marito Carsten Maschmeyer

Veronica Ferres è stata legata sentimentalmente dal 1990 al 1999 a Helmut Dietl. I due hanno lavorato insieme in  Schtonk (1991), Rossini (1997), Late Show (1999) e molti altri film del regista. Nel febbraio del 2000 si sono separati.
Nel maggio 2001 Veronica Ferres si è sposata col produttore cinematografico Martin Krug, poco prima della nascita della loro figlia Lilly a Salisburgo. Nel novembre 2008, l'attrice ha reso nota la sua separazione consensuale dal marito, per poi ufficializzare il divorzio nel giugno del 2010.
Dal 2009 è legata all'imprenditore finanziario tedesco Carsten Maschmeyer. La coppia si è unita in matrimonio il 27 settembre 2014 a Nizza.

## Filmografia parziale

### Attrice

#### Cinema
- Heimat 2 - Cronaca di una giovinezza, regia di Edgar Reitz (1992)
- Schtonk!, regia di Helmut Dietl (1992)
- Das Superweib, regia di Sönke Wortmann (1996)
- Rossini, regia di Helmut Dietl (1997)
- La regina del caos, regia di Christian von Castelberg (1997)
- Late Show, regia di Helmut Dietl (1999)
- Ladies Room, regia di Gabriella Cristiani (1999)
- Annas Heimkehr, regia di Xaver Schwarzenberger (2003)
- Klimt, regia di Raúl Ruiz (2006)
- Galline da salvare, regia di Vivian Naefe (2006)
- Le galline selvatiche e l'amore, regia di Vivian Naefe (2007)
- Die Frau vom Checkpoint Charlie, regia di Miguel Alexandre (2007)
- Adam Resurrected, regia di Paul Schrader (2008)
- Le galline selvatiche e la vita, regia di Vivian Naefe (2009)
- Ruby Red, regia di Felix Fuchssteiner (2013)
- Il violinista del diavolo (The Devil's Violinist), regia di Bernard Rose (2013)
- Hong Kong Affair, regia di Peter Gersina (2013)
- Ruby Red II - Il segreto di Zaffiro, regia di Felix Fuchssteiner e Katharina Schöde (2014)
- Hector e la ricerca della felicità, regia di Peter Chelsom (2014)
- Casanova variations, regia di Michael Sturminger (2014)
- Pay the Ghost - Il male cammina tra noi, regia di Uli Edel (2015)
- Salt and Fire, regia di Werner Herzog (2016)
- The Comedian, regia di Taylor Hackford (2016)
- Siberia, regia di Matthew Ross (2018)
- Un viaggio indimenticabile, regia di Til Schweiger (2018)
- Berlin, I love you (2019) - film antologico
- Amore, matrimoni e altri disastri (Love, Weddings & Other Disasters), regia di Dennis Dugan (2020)
- Confini e dipendenze (Crisis), regia di Nicholas Jarecki (2021)
- Every Breath You Take - Senza respiro (Every Breath You Take), regia di Vaughn Stein (2021)
- L'ultimo libro (Best Sellers), regia di Lina Roessler (2021)
- Paradise Highway, regia di Anna Gutto (2022)
- Zero Contact, regia di Rick Dugdale (2022)
- Red Sonja, regia di M. J. Bassett (2025)

#### Televisione
- Caterina di Russia - miniserie TV (1996)
- Buongiorno professore - serie TV (1993-1996)
- I miserabili - miniserie TV (2000)

### Produttrice
- Every Breath You Take - Senza respiro (Every Breath You Take), regia di Vaughn Stein (2021)
- Shattered - L'inganno, regia di Luis Prieto (2022)

## Doppiatrici italiane
Nelle versioni in italiano delle opere in cui ha recitato, Veronica Ferres è stata doppiata da:
- Francesca Fiorentini in Pay the Ghost - Il male cammina fra noi, Every Breath You Take - Senza respiro, Amori, matrimoni e altri disastri
- Alessandra Korompay in Klimt, Il violinista del diavolo
- Laura Boccanera in Buongiorno professore
- Tatiana Dessi in Salt and Fire
- Giorgia Locuratolo in Pay the Ghost - Il male cammina fra noi (ridoppiaggio)